# ナイロビ実施要請
ナイロビ実施要請（-じっしようせい、Nairobi Call to Action）は、2009年に世界保健機関によって作成された健康づくりについての宣言である。2009年10月26-30日にケニア共和国の首都ナイロビにて開催された第7回健康づくり国際会議にて採択された。
健康と開発には履行格差が存在している。ナイロビ実施要請は、これらを緩和するため、緊急に要求される鍵となる戦略と責務を、健康づくりを通じた多様な参加型の模索により、確認することにあった。

## 背景
2009年、健康と開発は、前例のない脅威に直面していた。財政危機は、国家経済の、とりわけ医療制度の実行可能性を脅かしていた。地球温暖化と気候変動は、とりわけ低所得国家（en:Low income countries）にすむ人々の人生に損害を与えた。安全保障への脅威は、世界中の地域社会に、先行き不安感をもたらした。
このような状況を背景にして、健康づくりは、正念場を迎えていた。健康づくりのためのオタワ憲章から健康づくりのためのバンコク憲章に至までの間、健康づくりの重要性については、その統合性、費用効果、戦略の面から、また新たなる懸念に的確に対応できる医療制度に欠かせない要素という面から、膨大な検証と経験が蓄積されてきていた。

## 履行格差
健康と開発には、効果的に取り組まれるべき、3つの大きな格差がある。
- 保健計画における格差 - 優れた健康づくりの実践についてのエビデンスは、より有効に活用されうる
- 政策立案者と部門間提携における格差 - 健康の社会的決定要因、すなわち、あらゆる部門の決定が、健康に影響をもたらす、ということが考慮されていない
- 医療制度における格差 - そもそも医療制度自体に健康づくりを指標とした計画が組み込まれていない